# 坪洲龍母廟
22°17′06″N 114°02′25″E / 22.28510°N 114.04014°E

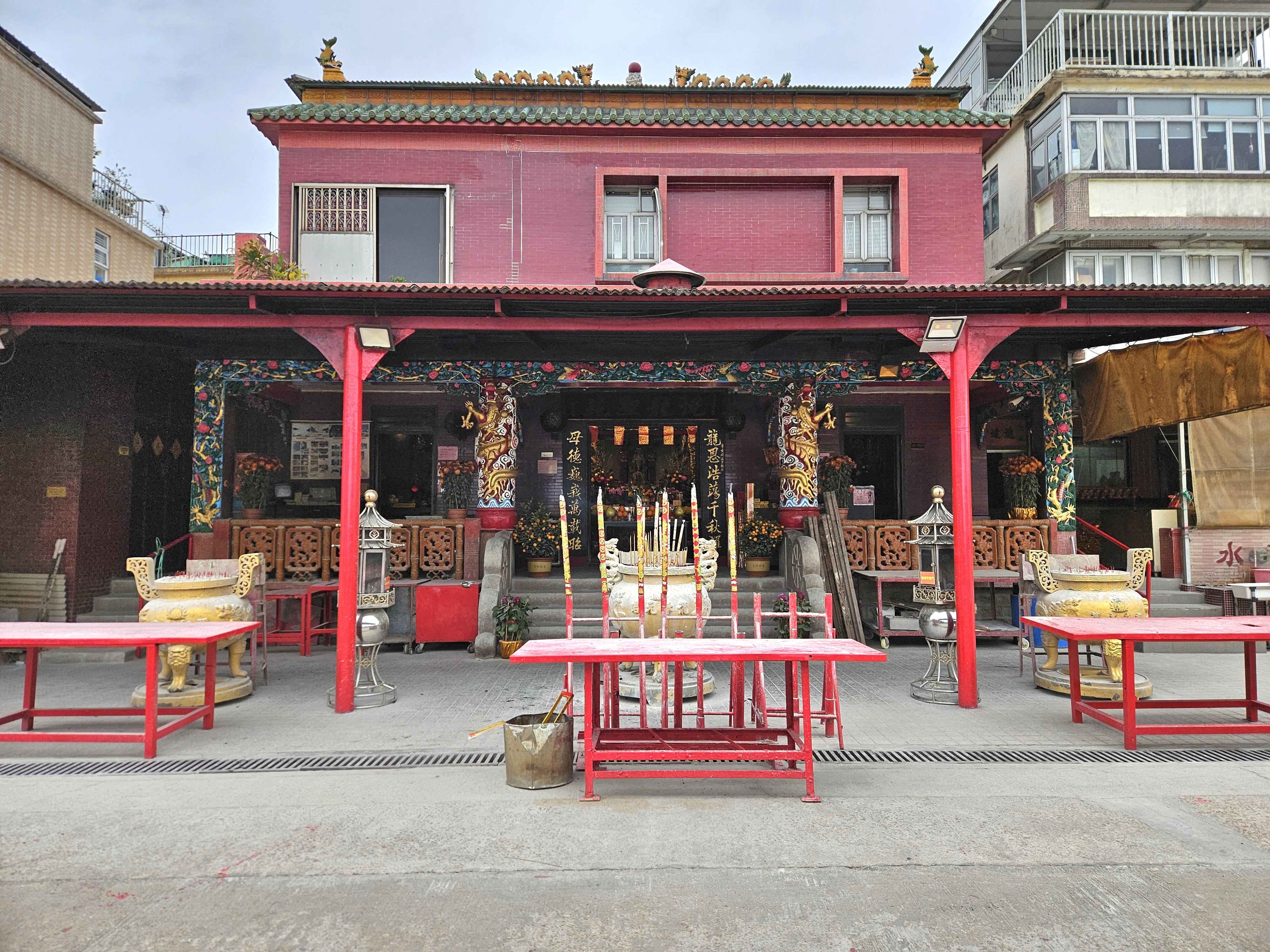
龍母廟

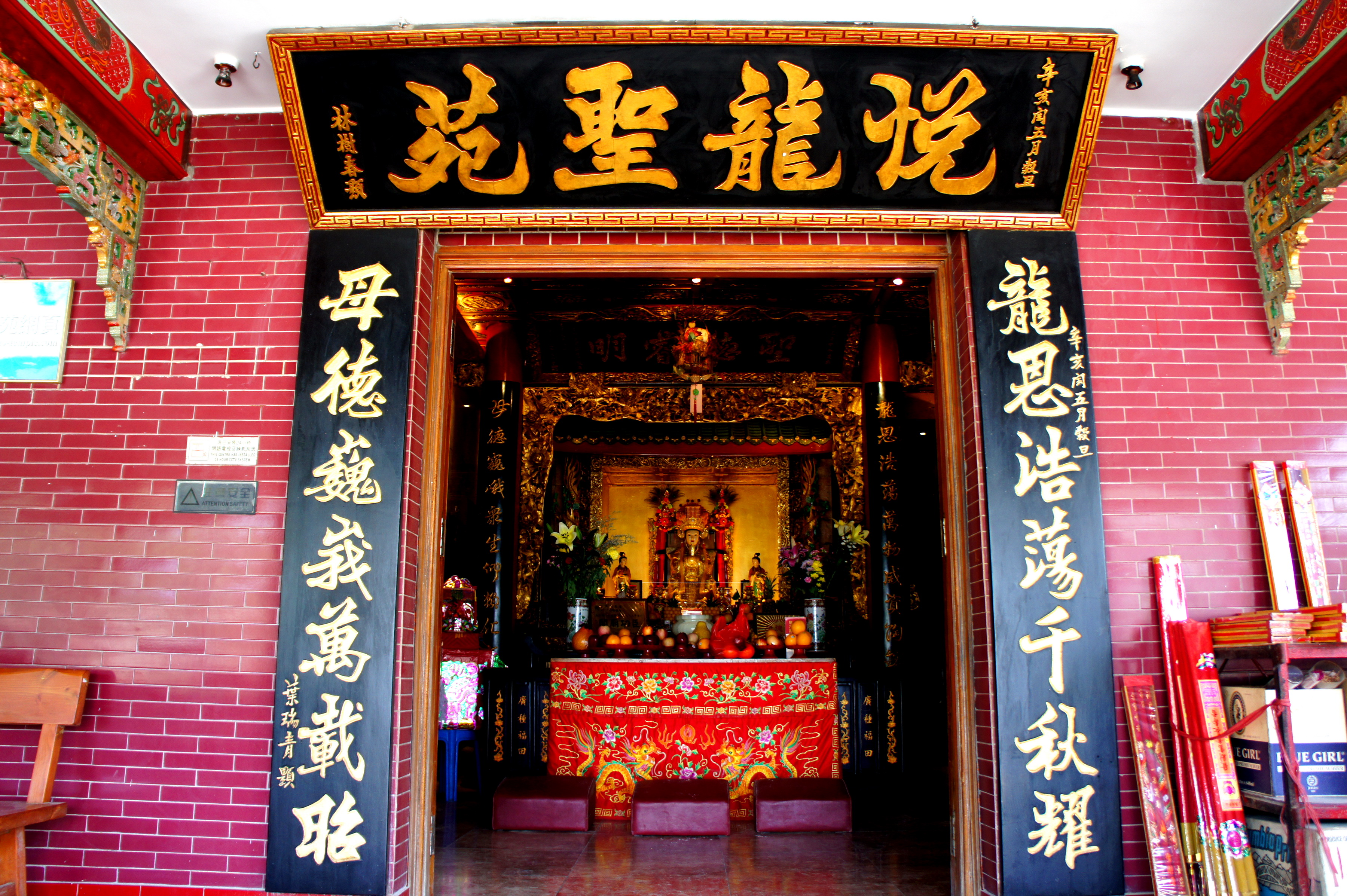
龍母廟

坪洲龍母廟，又名悅龍聖苑，是香港一所龍母廟，位於新界坪洲東灣志仁街15號，為該處規模最大的廟宇，供奉龍母。

## 歷史
一位名為鍾七姑的香港人於1941年在悅城龍母廟賀誕，因受龍母感召，帶走了龍母相片、籤簿、筊杯、令旗和筆等物品返回香港供奉。廟址曾經四度遷移，最後於1971年遷到坪洲東灣現址。

## 特色
坪洲龍母廟內有一塊金字牌匾，上書「龍恩浩蕩千秋耀，母德巍峨萬載昭」，而閣樓則有龍母神像及一張龍床，不少善信透過撫摸龍床求好運及生子。

## 參看
- 海心島
- 土瓜灣天后廟